# Bierry-les-Belles-Fontaines
Bierry-les-Belles-Fontaines é uma comuna francesa na região administrativa de Borgonha-Franco-Condado, no departamento de Yonne. Estende-se por uma área de 28,14 km². Em 2010 a comuna tinha 183 habitantes (densidade: 6,5 hab./km²).